# Euroligue féminine de basket-ball 2007-2008
Navigation
Saison précédente Saison suivante
L’Euroligue féminine est une compétition de basket-ball féminin rassemblant les meilleurs clubs d’Europe. La saison 2007-2008 met aux prises 24 équipes (contre 18 lors de l’exercice précédent) de 13 pays différents. Le tirage au sort des groupes fut effectué le 5 août 2007 au Kempinski Hotel de Munich.
La compétition débuta le 7 novembre 2007.

## Équipes participantes et groupes
| Groupe A              | Groupe B            | Groupe C                 | Groupe D                |
| --------------------- | ------------------- | ------------------------ | ----------------------- |
| CSKA Moscou           | Bourges Basket      | Spartak région de Moscou | Ros Casares Valence     |
| Fenerbahçe Istanbul   | UMMC Iekaterinbourg | Gambrinus Brno           | TEO Vilnius             |
| MKB Sopron            | Wisła Cracovie      | US Valenciennes          | MiZo Pécs               |
| ESB Villeneuve-d’Ascq | HA Salamanque       | Dexia Namur              | ŽBK Dynamo Moscou       |
| Phard Napoli          | USK Prague          | Lotos Gdynia             | USO Mondeville          |
| TTT Riga              | ŽKK Šibenik         | Kosit 2013 Košice        | CA Faenza Pallacanestro |

## Déroulement

### Premier tour
Le premier tour consiste en une saison régulière, avec quatre groupes. Les six équipes de chaque groupe s’affrontent en matches aller-retour et jouent donc 10 matches lors de ce tour.
Les quatre premières équipes de chaque groupe se qualifient pour le tour suivant. Elles sont ensuite classées selon les critères suivants :
|  | Les quatre premiers de chaque groupe se qualifient pour les huitièmes de finale. |
|  | Éliminés                                                                         |

Le classement s’établit selon les critères habituels de la FIBA:
- Nombre de points : victoire = 2 pts ; défaite = 1 pt ; forfait = 0 pt (bilan) ;

Si deux équipes (ou davantage) présentent le même bilan, elles sont départagées comme suit :
- Nombre de victoires-défaites lors des matches ayant opposé les équipes ex æquo ;
- Quotient points marqués / points encaissés lors des matches ayant opposé les équipes ex æquo (point-average) ;
- Quotient points marqués / points encaissés sur l’ensemble des matches (goal-average).

### Huitièmes de finale
Chaque huitième de finale se joue en deux matches gagnants : le premier se joue chez le mieux classé, le second chez le moins bien classé ; si les deux équipes affichent une victoire chacune à la suite du second match, un troisième match décisif est organisé chez le mieux classé pour déterminer le vainqueur.

### Quarts de finale
Les vainqueurs de chaque huitième de finale se qualifient pour les quarts de finale qui se déroulent exactement comme les huitièmes de finale. Affrontement en deux manches gagnantes, avec avantage du terrain pour le mieux classé.

### Final Four
Les quatre qualifiés pour le Final Four s’affrontent lors d’un week-end (cette année les 11 et 14 avril), chez l’un des quatre demi-finalistes. Si deux équipes du même pays sont qualifiées, elles se rencontrent automatiquement en demi-finale. Les vainqueurs des demi-finales s’affrontent pour le titre tandis que les perdants jouent pour la troisième place.

## Premier tour

### Groupe A
|    | Équipe                | J  | Pts | G  | P | PP  | PC  | Diff |
| -- | --------------------- | -- | --- | -- | - | --- | --- | ---- |
| 1. | CSKA Moscou           | 10 | 20  | 10 | 0 | 891 | 630 | 261  |
| 2. | Fenerbahçe Istanbul   | 10 | 16  | 6  | 4 | 717 | 732 | -15  |
| 3. | MKB Sopron            | 10 | 15  | 5  | 5 | 714 | 723 | -9   |
| 4. | ESB Villeneuve-d’Ascq | 10 | 14  | 4  | 6 | 665 | 758 | -93  |
| 5. | TTT Riga              | 10 | 13  | 3  | 7 | 629 | 698 | -69  |
| 6. | Phard Naples          | 10 | 12  | 2  | 8 | 697 | 772 | -75  |

| - 1re journée, Istanbul - Naples : 85-79 Moscou - Riga : 82-56 Villeneuve-d’Ascq - Sopron : 87-67 - 2e journée, Rīga - Villeneuve-d’Ascq : 83-65 Sopron - Istanbul : 89-79 Naples - Moscou : 72-86 - 3e journée, Istanbul - Riga : 71-69 Sopron - Naples : 82-69 Villeneuve-d’Ascq - Moscou : 48-99 - 4e journée, Moscou - Istanbul : 109-69 Riga - Sopron : 77-66 Naples - Villeneuve-d’Ascq : 80-73 - 5e journée, Sopron - Moscou : 75-80 Riga - Naples : 63-55 Istanbul - Villeneuve-d’Ascq : 75-61 |  | - 6e journée, Rīga - Moscou : : 56-87 Naples - Istanbul : 73-77 Sopron - Villeneuve-d'Ascq : 65-61 - 7e journée, Moscou - Naples : 89-67 Villeneuve-d'Ascq - Riga : 67-50 İstanbul - Sopron : 78-61 - 8e journée, Riga - Istanbul : 55-59 Moscou - Villeneuve-d'Ascq : 101-61 Naples - Sopron : 61-74 - 9e journée, Sopron - Riga : 78-55 Istanbul - Moscou : 65-76 Villeneuve-d'Ascq - Naples : 82-79 - 10e journée, Sopron - Moscou : 61-82 Villeneuve-d'Ascq - Istanbul : 60-59 Naples - Riga : 68-65 |

### Groupe B
|    | Équipe              | J  | Pts | G | P | PP  | PC  | Diff |
| -- | ------------------- | -- | --- | - | - | --- | --- | ---- |
| 1. | UMMC Iekaterinbourg | 10 | 19  | 9 | 1 | 790 | 606 | 184  |
| 2. | Bourges Basket      | 10 | 16  | 6 | 4 | 670 | 620 | 50   |
| 3. | Wisła Cracovie      | 10 | 15  | 5 | 5 | 658 | 709 | -51  |
| 4. | HA Salamanque       | 10 | 14  | 4 | 6 | 732 | 793 | -61  |
| 5. | ŽKK Šibenik         | 10 | 13  | 3 | 7 | 672 | 739 | -67  |
| 6. | USK Prague          | 10 | 13  | 3 | 7 | 686 | 741 | -55  |

| - 1re journée, Iekaterinbourg - Prague : - Salamanque - Cracovie : 71-76 Bourges - Šibenik : 89-72 - 2e journée, Cracovie - Iekaterinbourg : 53-80 Šibenik - Salamanque : 80-71 Prague - Bourges : 60-51 - 3e journée, Cracovie - Prague : 74-71 Iekaterinbourg - Šibenik : 78-63 Salamanque - Bourges : 69-65 - 4e journée, Šibenik - Cracovie : 65-64 Bourges - Iekaterinbourg : 56-57 Prague - Salamanque : 82-88 - 5e journée, Cracovie - Bourges : 66-61 Iekaterinbourg - Salamanque : 90-64 Šibenik - Prague : 62-71 |  | - 6e journée, Prague - Iekaterinbourg : 72-81 Cracovie - Salamanque : 80-72 Šibenik - Bourges : 64-74 - 7e journée, Bourges - Prague : 71-60 Salamanque - Šibenik : 82-72 Iekaterinbourg - Cracovie : 75-49 - 8e journée, Bourges - Salamanque : 79-59 Šibenik - Iekaterinbourg : 66-86 Prague - Cracovie : 85-90 - 9e journée, Iekaterinbourg - Bourges : 62-64 Cracovie - Šibenik : 55-69 Salamanque - Prague : 80-73 - 10e journée, Prague - Šibenik : 69-59 Bourges - Cracovie : 60-51 Salamanque - Iekaterinbourg : 76-96 |

### Groupe C
|    | Équipe                   | J  | Pts | G | P | PP  | PC  | Diff |
| -- | ------------------------ | -- | --- | - | - | --- | --- | ---- |
| 1. | Spartak région de Moscou | 10 | 19  | 9 | 1 | 839 | 676 | 163  |
| 2. | Gambrinus Brno           | 10 | 18  | 8 | 2 | 840 | 689 | 151  |
| 3. | Lotos Gdynia             | 10 | 15  | 5 | 5 | 747 | 732 | 15   |
| 4. | US Valenciennes          | 10 | 14  | 4 | 6 | 665 | 744 | -79  |
| 5. | Kosit 2013 Košice        | 10 | 13  | 3 | 7 | 648 | 717 | -69  |
| 6. | Dexia Namur              | 10 | 11  | 1 | 9 | 626 | 807 | -181 |

| - 1re journée, Moscou - Košice : 62-60 Brno - Gdynia : 85-72 Namur - Valenciennes : 75-57 - 2e journée, Košice - Namur : 70-62 Valenciennes - GBrno : 55-74 Gdynia - Moscou : 67-66 - 3e journée, Brno - Košice : 85-68 Namur - Moscou : 75-81 Gdynia - Valenciennes : 73-79 - 4e journée, Košice - Valenciennes : 58-62 Moscou - Brno : 85-76 Gdynia - Namur : 87-77 - 5e journée, Gdynia - Košice : 77-79 Brno - Namur : 93-66 Valenciennes - Moscou : 70-91 |  | - 6e journée, Košice - Moscou : 62-84 Valenciennes - Namur : 79-55 Gdynia - Brno : 78-93 - 7e journée, Brno - Valenciennes : 86-62 Moscou - Gdynia : 87-65 Namur - Košice : 56-66 - 8e journée, Košice - Brno : 60-78 Moscou - Namur : 102-62 Valenciennes - Gdynia : 66-71 - 9e journée, Brno - Moscou : 77-85 Valenciennes - Košice : 73-65 Namur - Gdynia : 40-79 - 10e journée, Moscou - Valenciennes : 96-62 Gdynia - Košice : 78-60 Namur - Brno : 58-93 |

### Groupe D
|    | Équipe                  | J  | Pts | G  | P | PP  | PC  | Diff |
| -- | ----------------------- | -- | --- | -- | - | --- | --- | ---- |
| 1. | Ros Casares Valence     | 10 | 20  | 10 | 0 | 790 | 646 | 144  |
| 2. | MiZo Pécs               | 10 | 14  | 6  | 4 | 725 | 739 | -14  |
| 3. | ŽBK Dynamo Moscou       | 10 | 14  | 6  | 4 | 719 | 688 | 31   |
| 4. | TEO Vilnius             | 10 | 13  | 3  | 7 | 699 | 744 | -45  |
| 5. | CA Faenza Pallacanestro | 10 | 13  | 3  | 7 | 723 | 726 | -3   |
| 6. | USO Mondeville          | 10 | 12  | 2  | 8 | 628 | 741 | -113 |

| - 1re journée, Valence - Faenza : 71-52 Moscou - Pécs : 77-48 Vilnius - Mondeville : 75-70 - 2e journée, Mondeville - Valence : 61-77 Faenza - Moscou : 65-68 Pécs - Vilnius : 84-75 - 3e journée, Vilnius - Faenza : 80-86 Moscou - Valence : 71-82 Pécs - Mondeville : 68-60 - 4e journée, Valence - Vilnius : 75-70 Mondeville - Moscou : 91-62 Faenza - Pécs : 66-68 - 5e journée, Faenza - Mondeville : 77-70 Vilnius - Moscou : 78-72 Pécs - Valence : 75-80 |  | - 6e journée, Mondeville - Vilnius : 66-64 Faenza - Valence : 54-94 Pécs - Moscou : 86-92 - 7e journée, Valence - Mondeville : 83-78 Moscou - Faenza : 59-49 Vilnius - Pécs : 57-77 - 8e journée, Mondeville - Pécs : 72-77 Valence - Moscou : 55-53 Faenza - Vilnius : 40-65 - 9e journée, Moscou - Mondeville : 75-71 Pécs - Faenza : 82-71 Vilnius - Valence : 72-84 - 10e journée, Mondeville - Faenza : 84-68 Moscou - Vilnius : 90-63 Valence - Pécs : 89-60 |

### Statistiques
À l'issue du premier tour, les statistiques individuelles sont les suivantes :
| Rang | Joueuses               | Club              | Matchs joués | Total de points | Moyenne |
| ---- | ---------------------- | ----------------- | ------------ | --------------- | ------- |
| 1    | Lauren Jackson         | Spartak Moscou    | 9            | 208             | 23,1    |
| 2    | Anete Jēkabsone-Žogota | ŽBK Dynamo Moscou | 10           | 214             | 21,4    |
| 3    | Cappie Pondexter       | Istanbul          | 10           | 211             | 21,1    |
| 4    | Diana Taurasi          | Spartak Moscou    | 8            | 160             | 20,0    |
| 5    | Ann Wauters            | CSKA Moscou       | 9            | 171             | 19,0    |

| Rang | Joueuses                | Club                  | Matchs joués | Total | Moyenne |
| ---- | ----------------------- | --------------------- | ------------ | ----- | ------- |
| 1    | Caroline Kœchlin-Aubert | USO Mondeville        | 10           | 76    | 7,6     |
| 2    | Dalma Iványi            | Pécs                  | 10           | 64    | 6,4     |
| 3    | Kathy Wambé             | ESB Villeneuve-d’Ascq | 8            | 39    | 4,9     |
| 4    | Jelena Škerović         | Wisła Cracovie        | 10           | 48    | 4,8     |
| 5    | Diana Taurasi           | Spartak Moscou        | 8            | 36    | 4,5     |

| Rang | Joueuses           | Club            | Matchs joués | Total | Rebonds offensifs | Rebonds défensifs | Moyenne |
| ---- | ------------------ | --------------- | ------------ | ----- | ----------------- | ----------------- | ------- |
| 1    | Nicole Ohlde       | US Valenciennes | 10           | 100   | 25                | 75                | 10,0    |
| 2    | Alena Lewtchanka   | TEO Vilnius     | 8            | 75    | 25                | 50                | 9,4     |
| 3    | Ann Wauters        | CSKA Moscou     | 9            | 83    | 26                | 57                | 9,2     |
| 4    | Jennifer Fleischer | Dexia Namur     | 10           | 91    | 26                | 65                | 9,1     |
| 5    | Sonja Kireta       | Bourges         | 10           | 91    | 21                | 70                | 9,1     |

## Tableau final

### Tableau
Les huitièmes se déroulent au meilleur des trois matchs, le 1er se déroulant chez le mieux classé, le 2e chez le moins bien classé et enfin la belle éventuelle chez le mieux classé en saison régulière. Les quarts de finale se déroulent selon le même principe.
|  | Huitièmes de finale | Huitièmes de finale  |                |                        | Quarts de finale       | Quarts de finale |               |  | Demi-finales    | Demi-finales    |  |  | Finale          | Finale          |
|  | Huitièmes de finale | Huitièmes de finale  |                |                        | Quarts de finale       | Quarts de finale |               |  | Demi-finales    | Demi-finales    |  |  | Finale          | Finale          |
|  |                     |                      |                |                        |                        |                  |               |  |                 |                 |  |  |                 |                 |
|  | 5 ; 8 fév           | 5 ; 8 fév            |                |                        | 26 ; 29 fév            | 26 ; 29 fév      |               |  | 11 avril - Brno | 11 avril - Brno |  |  | 13 avril - Brno | 13 avril - Brno |
|  | 5 ; 8 fév           | 5 ; 8 fév            |                |                        | 26 ; 29 fév            | 26 ; 29 fév      |               |  | 11 avril - Brno | 11 avril - Brno |  |  | 13 avril - Brno | 13 avril - Brno |
|  | CSKA Moscou         | *83 - 78             |                |                        | 26 ; 29 fév            | 26 ; 29 fév      |               |  | 11 avril - Brno | 11 avril - Brno |  |  | 13 avril - Brno | 13 avril - Brno |
|  | CSKA Moscou         | *83 - 78             |                |                        | 26 ; 29 fév            | 26 ; 29 fév      |               |  | 11 avril - Brno | 11 avril - Brno |  |  | 13 avril - Brno | 13 avril - Brno |
|  | HA Salamanque       | 64 - *70             |                |                        | 26 ; 29 fév            | 26 ; 29 fév      |               |  | 11 avril - Brno | 11 avril - Brno |  |  | 13 avril - Brno | 13 avril - Brno |
|  | HA Salamanque       | 64 - *70             | CSKA Moscou    | *74 - 90               |                        |                  |               |  | 11 avril - Brno | 11 avril - Brno |  |  | 13 avril - Brno | 13 avril - Brno |
|  | 5 ; 8 fév           |                      | CSKA Moscou    | *74 - 90               |                        |                  |               |  | 11 avril - Brno | 11 avril - Brno |  |  | 13 avril - Brno | 13 avril - Brno |
|  |                     | Iekaterinbourg       | 81 - *94       |                        |                        |                  |               |  | 11 avril - Brno | 11 avril - Brno |  |  | 13 avril - Brno | 13 avril - Brno |
|  | Iekaterinbourg      | Iekaterinbourg       | 81 - *94       | *96 - 71               |                        |                  |               |  | 11 avril - Brno | 11 avril - Brno |  |  | 13 avril - Brno | 13 avril - Brno |
|  | Iekaterinbourg      | 26 ; 29 fév          |                | *96 - 71               |                        |                  |               |  | 11 avril - Brno | 11 avril - Brno |  |  | 13 avril - Brno | 13 avril - Brno |
|  | Villeneuve-d’Ascq   | 50 - *64             |                |                        |                        |                  |               |  | 11 avril - Brno | 11 avril - Brno |  |  | 13 avril - Brno | 13 avril - Brno |
|  | Villeneuve-d’Ascq   | 50 - *64             | Iekaterinbourg | 68                     |                        |                  |               |  |                 |                 |  |  | 13 avril - Brno | 13 avril - Brno |
|  | 5 ; 8 fév           |                      | Iekaterinbourg | 68                     |                        |                  |               |  |                 |                 |  |  | 13 avril - Brno | 13 avril - Brno |
|  |                     | Spartak Moscou       | 78             |                        |                        |                  |               |  |                 |                 |  |  | 13 avril - Brno | 13 avril - Brno |
|  | Spartak Moscou      | Spartak Moscou       | 78             | *93 - 83               |                        |                  |               |  |                 |                 |  |  | 13 avril - Brno | 13 avril - Brno |
|  | Spartak Moscou      | 11 avril - Brno      |                | *93 - 83               |                        |                  |               |  |                 |                 |  |  | 13 avril - Brno | 13 avril - Brno |
|  | TEO Vilnius         | 67 - *71             |                |                        |                        |                  |               |  |                 |                 |  |  | 13 avril - Brno | 13 avril - Brno |
|  | TEO Vilnius         | 67 - *71             | Spartak Moscou | *96 - 98               |                        |                  |               |  |                 |                 |  |  | 13 avril - Brno | 13 avril - Brno |
|  | 5 ; 8 fév           |                      | Spartak Moscou | *96 - 98               |                        |                  |               |  |                 |                 |  |  | 13 avril - Brno | 13 avril - Brno |
|  |                     | Dynamo Moscou        | 67 - *58       |                        |                        |                  |               |  |                 |                 |  |  | 13 avril - Brno | 13 avril - Brno |
|  | Dynamo Moscou       | Dynamo Moscou        | 67 - *58       | *86 - 79               |                        |                  |               |  |                 |                 |  |  | 13 avril - Brno | 13 avril - Brno |
|  | Dynamo Moscou       | 26 ; 29 fév          |                | *86 - 79               |                        |                  |               |  |                 |                 |  |  | 13 avril - Brno | 13 avril - Brno |
|  | Lotos Gdynia        | 75 - *74             |                |                        |                        |                  |               |  |                 |                 |  |  | 13 avril - Brno | 13 avril - Brno |
|  | Lotos Gdynia        | 75 - *74             | Spartak Moscou | 75                     |                        |                  |               |  |                 |                 |  |  |                 |                 |
|  | 5 ; 8 fév           |                      | Spartak Moscou | 75                     |                        |                  |               |  |                 |                 |  |  |                 |                 |
|  |                     | Brno                 | 60             |                        |                        |                  |               |  |                 |                 |  |  |                 |                 |
|  | Bourges             | Brno                 | 60             | *69 - 68               |                        |                  |               |  |                 |                 |  |  |                 |                 |
|  | Bourges             |                      |                | *69 - 68               |                        |                  |               |  |                 |                 |  |  |                 |                 |
|  | Sopron              | 47 - *48             |                |                        |                        |                  |               |  |                 |                 |  |  |                 |                 |
|  | Sopron              | 47 - *48             | Bourges        | *85 - 74               |                        |                  |               |  |                 |                 |  |  |                 |                 |
|  | 5 ; 8 fév           |                      | Bourges        | *85 - 74               |                        |                  |               |  |                 |                 |  |  |                 |                 |
|  |                     | Istanbul             | 69 - *72       |                        |                        |                  |               |  |                 |                 |  |  |                 |                 |
|  | Istanbul            | Istanbul             | 69 - *72       | *78 - 67               |                        |                  |               |  |                 |                 |  |  |                 |                 |
|  | Istanbul            | 26 ; 29 fév ; 5 mars |                | *78 - 67               |                        |                  |               |  |                 |                 |  |  |                 |                 |
|  | Wisła Cracovie      | 61 - *59             |                |                        |                        |                  |               |  |                 |                 |  |  |                 |                 |
|  | Wisła Cracovie      | 61 - *59             | Bourges        | 81                     |                        |                  |               |  |                 |                 |  |  |                 |                 |
|  | 5 ; 8 ; 13 fév      |                      | Bourges        | 81                     |                        |                  |               |  |                 |                 |  |  |                 |                 |
|  |                     | Brno                 | 90 (ap)        |                        |                        |                  |               |  |                 |                 |  |  |                 |                 |
|  | Ros Casares Valence | Brno                 | 90 (ap)        | *70 - 63 - *70         |                        |                  |               |  |                 |                 |  |  |                 |                 |
|  | Ros Casares Valence |                      |                | *70 - 63 - *70         |                        |                  |               |  |                 |                 |  |  |                 |                 |
|  | US Valenciennes     | 44 - *71 - 46        |                | Match pour la 3e place | Match pour la 3e place |                  |               |  |                 |                 |  |  |                 |                 |
|  | US Valenciennes     | 44 - *71 - 46        | Valence        | Match pour la 3e place | Match pour la 3e place | *71 - 55 - *69   |               |  |                 |                 |  |  |                 |                 |
|  | 5 ; 8 ; 13 fév      | 5 ; 8 ; 13 fév       | Valence        | 13 avril - Brno        | 13 avril - Brno        | *71 - 55 - *69   |               |  |                 |                 |  |  |                 |                 |
|  | 5 ; 8 ; 13 fév      | 5 ; 8 ; 13 fév       |                | 13 avril - Brno        | 13 avril - Brno        | Brno             | 63 - *65 - 75 |  |                 |                 |  |  |                 |                 |
|  | Brno                | *71 - 55 - *84       | Iekaterinbourg | 70                     |                        | Brno             | 63 - *65 - 75 |  |                 |                 |  |  |                 |                 |
|  | Brno                | *71 - 55 - *84       | Iekaterinbourg | 70                     |                        |                  |               |  |                 |                 |  |  |                 |                 |
|  | Pécs                | 67 - *58 - 45        |                | Bourges                | 69                     |                  |               |  |                 |                 |  |  |                 |                 |
|  | Pécs                | 67 - *58 - 45        |                | Bourges                | 69                     |                  |               |  |                 |                 |  |  |                 |                 |

## All-Star Game

### Résultats
La 3e édition du All-Star Game de l’Euroligue eut lieu le 13 mars 2008 à Moscou en Russie. Ce match opposa une sélection de joueuses européennes à une sélection du Reste du monde.
La rencontre fut remportée par l’Europe sur le score de 111 à 86.
L’Espagnole du CSKA Moscou, Amaya Valdemoro, qui marqua 25 points, fut désignée MVP de la rencontre.

La Française Edwige Lawson-Wade (CSKA Moscou) remporta le concours de tirs à trois points.

Cette édition vit la création d’un nouveau concours, le concours de tirs en couple mixte, remporté par le tandem grec composé d’Evanthía Máltsi (Ros Casares Valence) et de Theódoros Papaloukás (CSKA Moscou).

### Composition des équipes
Les deux cinq ont été désignés par vote sur internet.
Le reste des équipes a été désigné par les entraîneurs des quatre meilleures équipes à l’issue du premier tour.
| Sélection européenne Elisa Aguilar (Ros Casares Valence) Marta Fernández (Wisła Cracovie) Anete Jēkabsone-Žogota (ŽBK Dynamo Moscou)* Amaya Valdemoro (CSKA Moscou) Nevriye Yılmaz (Fenerbahçe Istanbul) Céline Dumerc (Bourges Basket) Dalma Iványi (MiZo Pécs) Eva Vítečková (Gambrinus Brno) Agnieszka Bibrzycka (UMMC Iekaterinbourg) Tatiana Chtchogoleva (Spartak région de Moscou) Maria Stepanova (CSKA Moscou) Ann Wauters (CSKA Moscou) Entraîneurs Gundars Vētra (CSKA Moscou) Natália Hejková (Spartak région de Moscou) * : blessée, remplacée par Becky Hammon (CSKA Moscou) |  | Reste du monde Diana Taurasi (Spartak région de Moscou) Lindsay Whalen (USK Prague) Lauren Jackson (Spartak région de Moscou) Cappie Pondexter (Fenerbahçe Istanbul) DeLisha Milton-Jones (Ros Casares Valence) Kedra Holland-Korn (Phard Naples)* Nykesha Sales (TEO Vilnius) Jessica Dickson (ŽKK Šibenik) Chamique Holdsclaw (Lotos Gdynia) Janel McCarville (Kosit 2013 Košice) Iciss Tillis (TTT Riga) Nicole Ohlde (US Valenciennes) Entraîneurs Manolo Real (Ros Casares Valence) Pokey Chatman (Spartak région de Moscou) * : blessée, remplacée par Sue Bird (Spartak région de Moscou) |